# Židovská modlitebna v Chotěboři
Modlitebna v Chotěboři je bývalá židovská modlitebna z konce 19. století. Nacházela se v Palackého ulici v Chotěboři, v dnešním č.p. 332. Sloužila až do roku 1939, posléze byla adaptována na byt.
V obci se také nachází židovský hřbitov a bývalá synagoga.
Chotěbořská židovská komunita přestala existovat v roce 1940.